# الیزابت نورس
الیزابت نورس (انگلیسی: Elizabeth Nourse؛ ۲۶ اکتبر ۱۸۵۹ – ۸ اکتبر ۱۹۳۸ (۷۸ سال)) یک نقاش، و مجسمه‌ساز اهل ایالات متحده آمریکا بود.

## نگارخانه

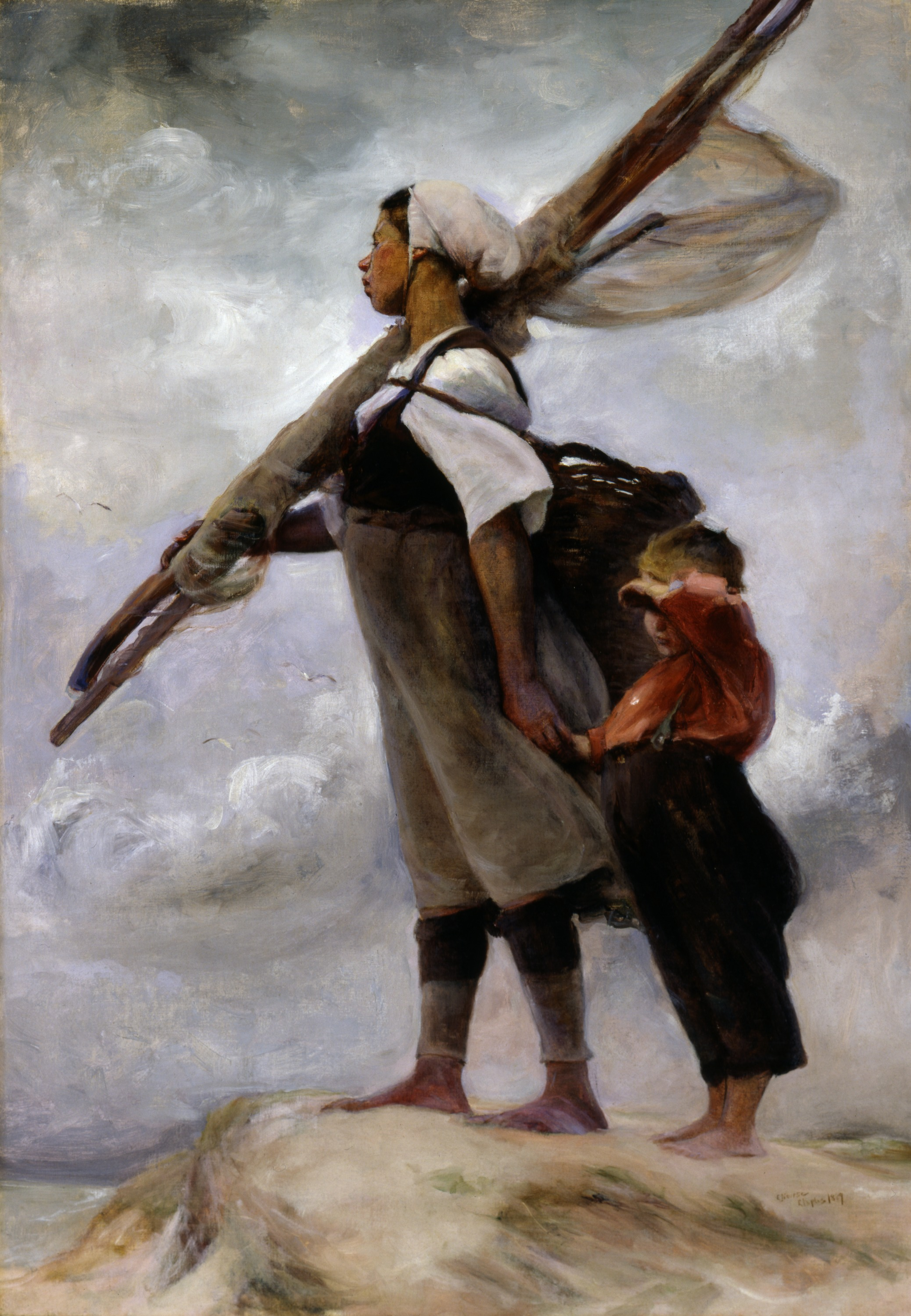
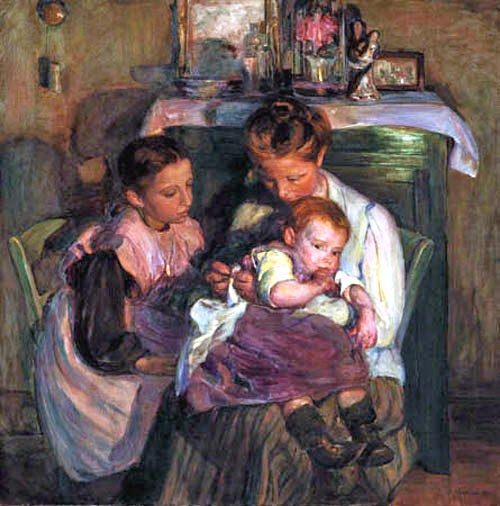
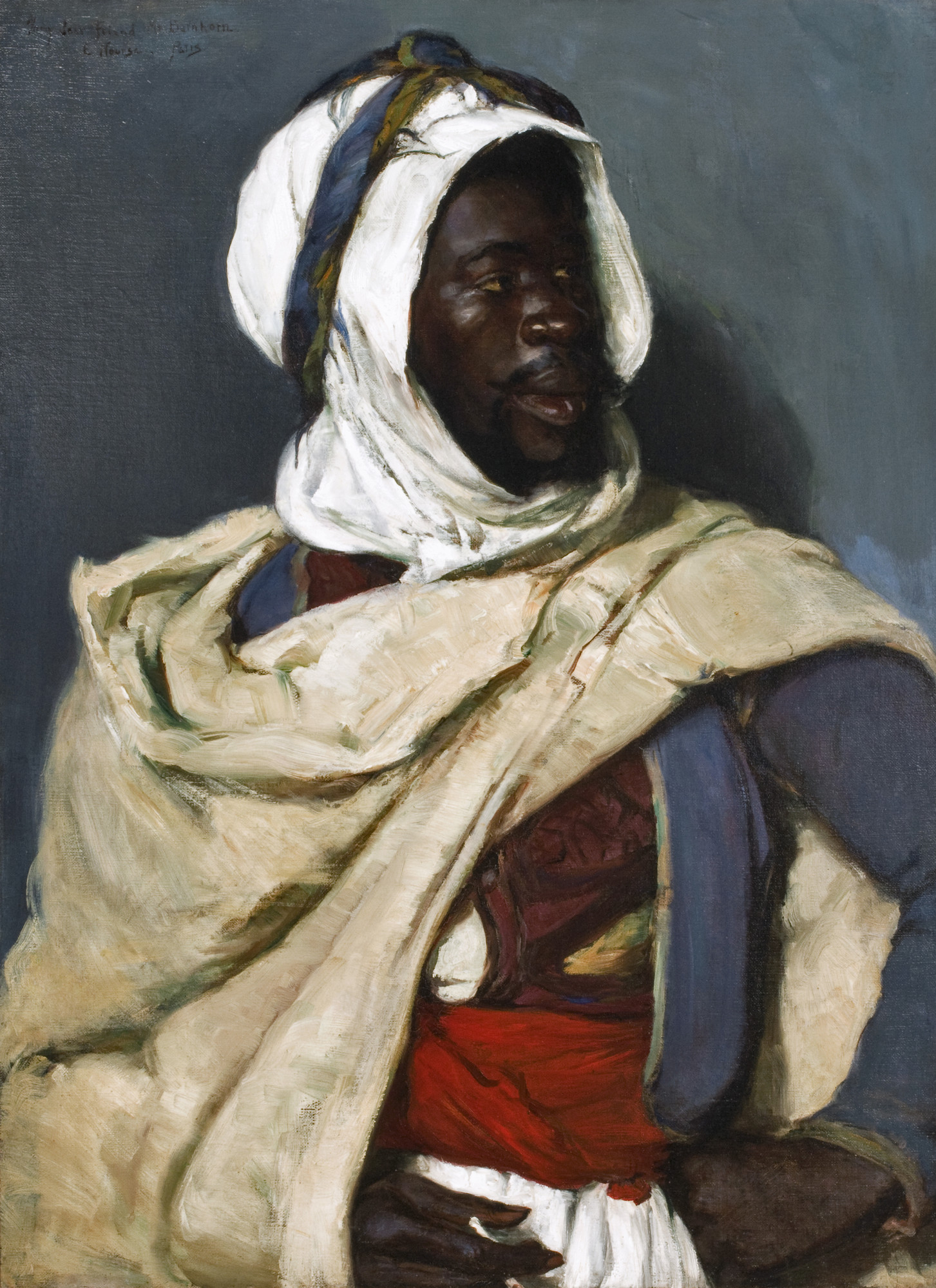
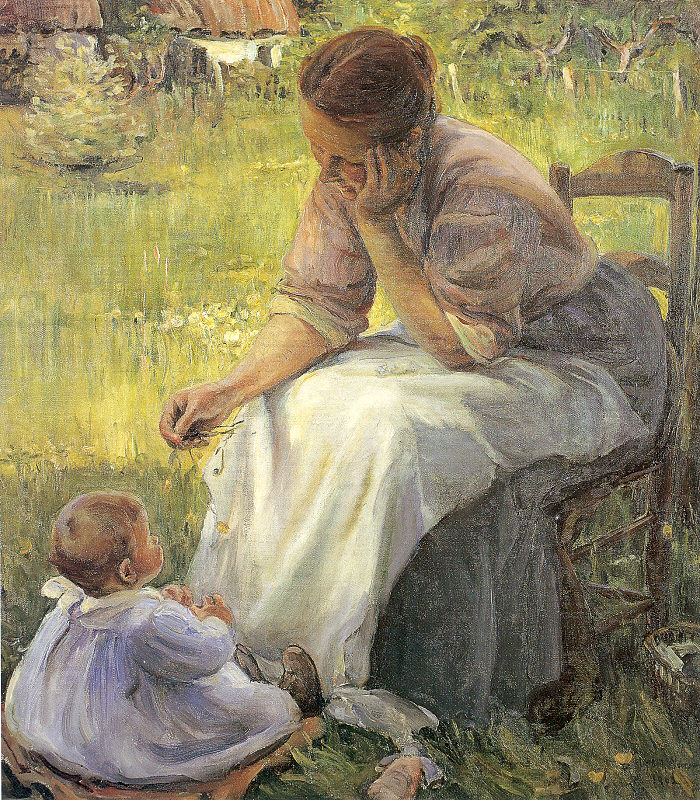
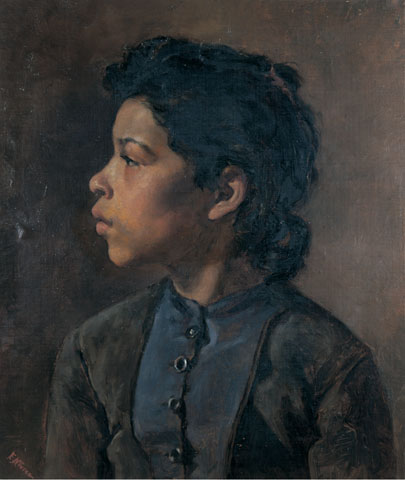
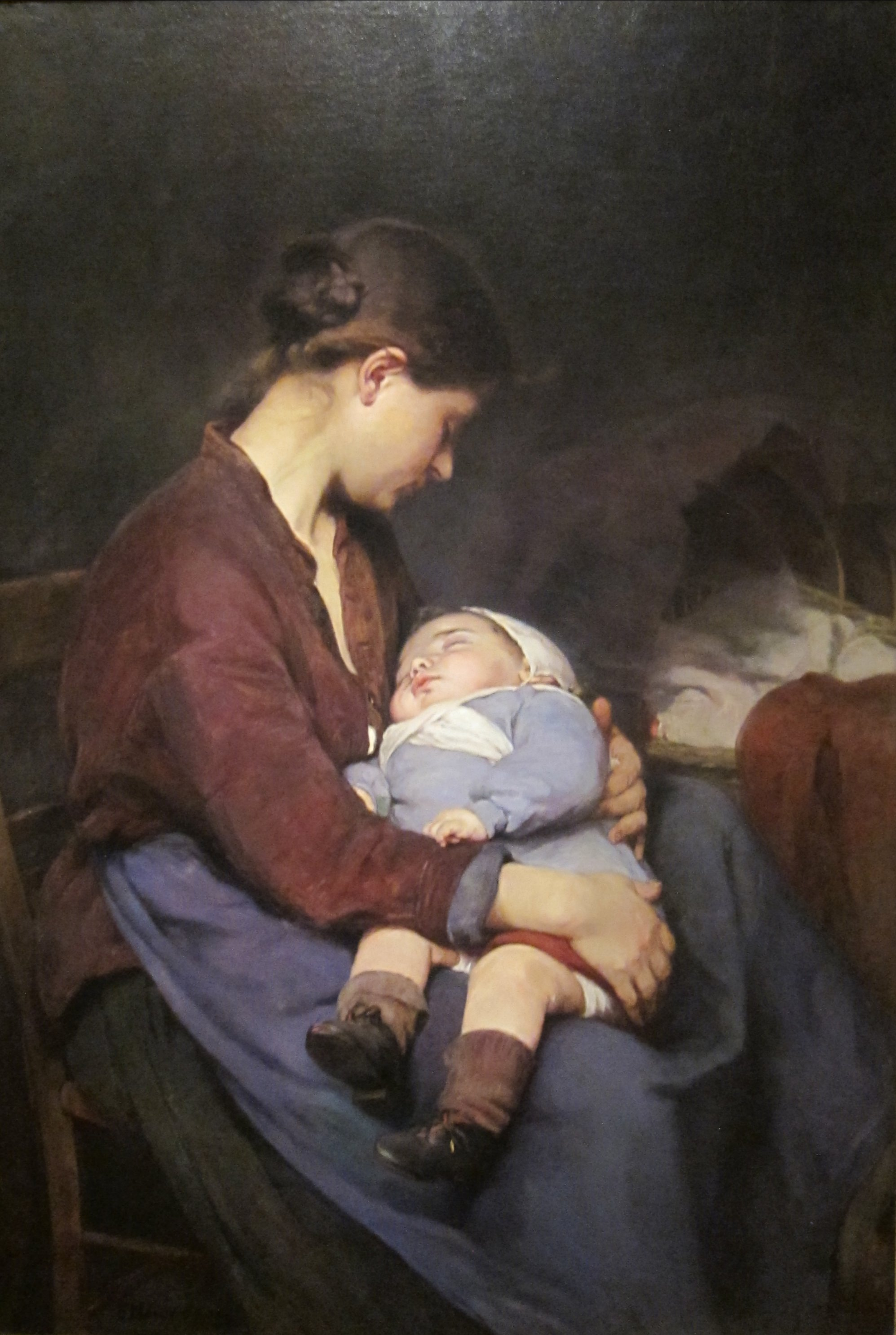
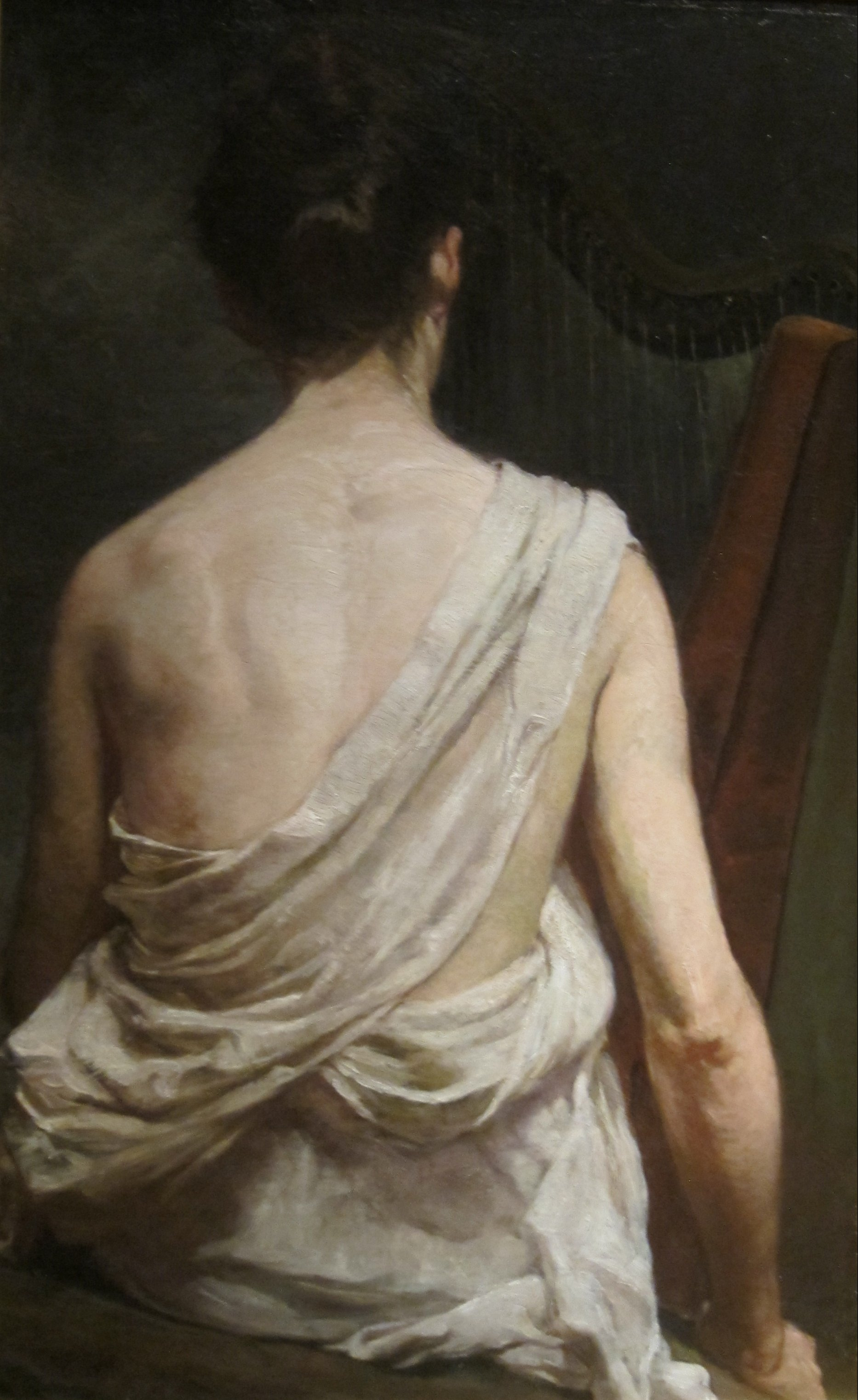
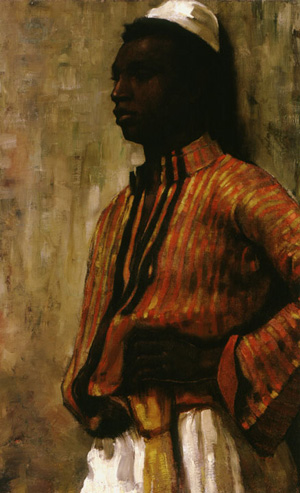
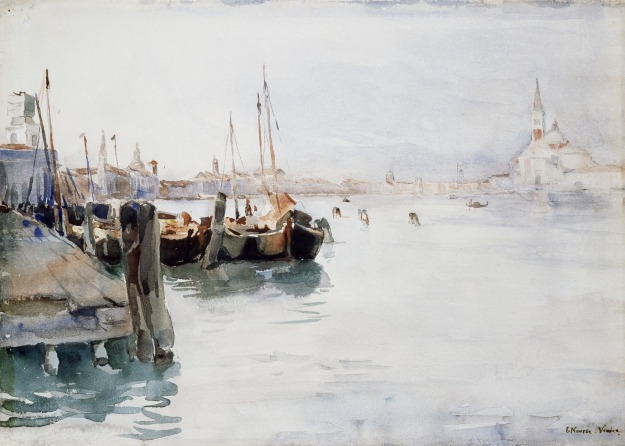
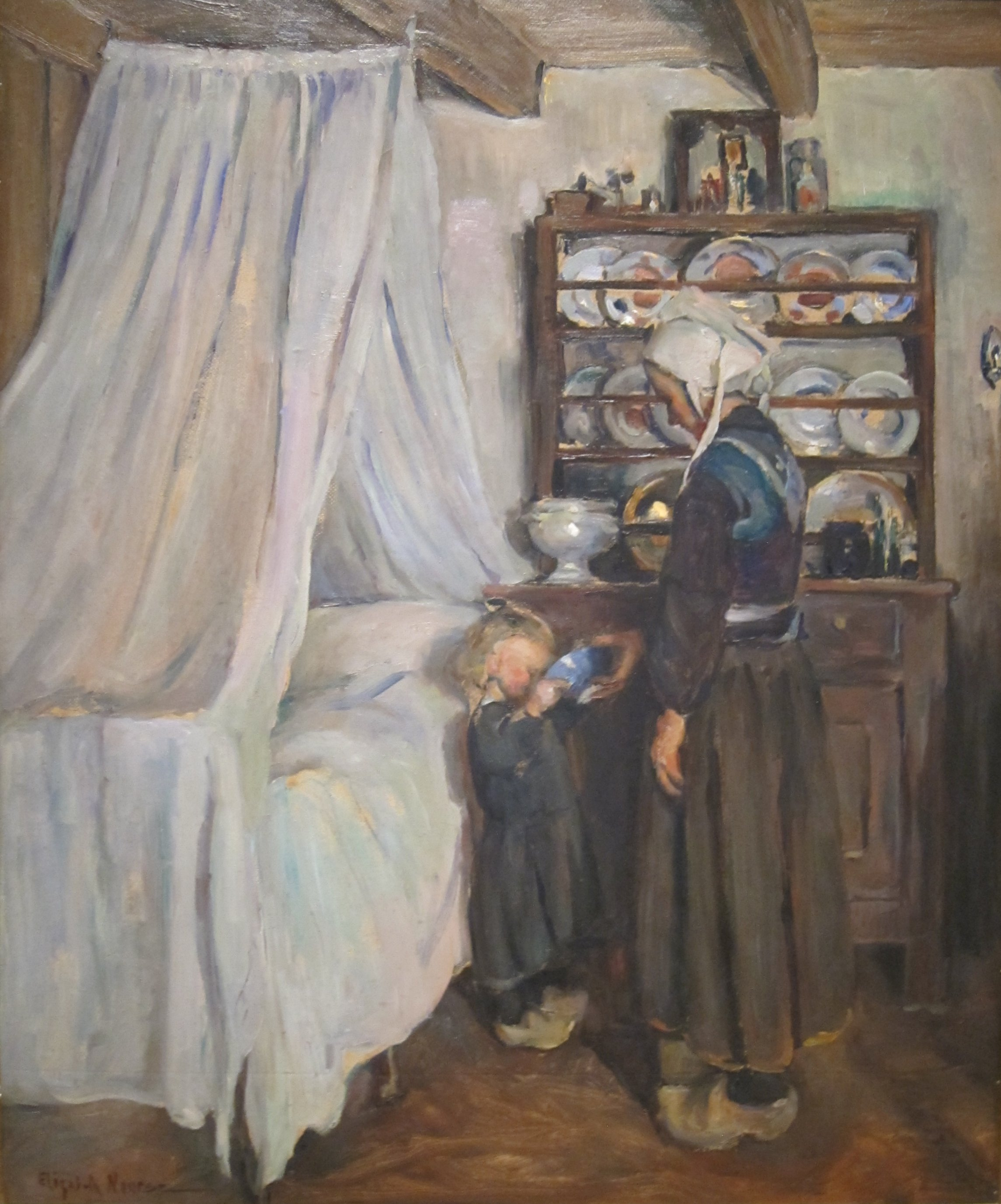